# Tuerta sabulosa
Tuerta sabulosa là một loài bướm đêm trong họ Noctuidae.